# Ръсел (окръг, Кентъки)
Вижте пояснителната страница за други значения на Ръсел.
Окръг Ръсел (на английски: Russell County) е окръг в щата Кентъки, Съединени американски щати. Площта му е 733 km², а населението - 16 315 души (2000). Административен център е град Джеймстаун.